# 道林·格雷的画像
《道林·格雷的画像》（The Picture of Dorian Gray），亦作《道林·格雷的肖像》，由愛爾蘭作家奥斯卡·王尔德創作。
此小說具有很强的唯美倾向，不但文辞绚丽，意象新颖，有许多带有王尔德特色的俏皮话和幽默。

## 故事概要
道林·格雷（Dorian Gray）是維多利亞時代倫敦出身的貴族青年。某個夏日，固執己見的亨利·沃頓勳爵（Henry Wotton）正在觀察敏感的藝術家巴茲爾·霍爾沃德（Basil Hallward）為道林·格雷畫肖像。道林·格雷坐著觀賞畫作期間，他聆聽著亨利勳爵擁護享樂主義的世界觀，開始認為美是生活中唯一值得追求的方面，心裡更產生了希望他的肖像會代替他變得衰老的想法。
道林·格雷受亨利勳爵享樂主義的影響，充分發掘了他的肉慾，他對一名待在骯髒破舊的工人階級劇院裡表演莎士比亞戲劇的女演員西碧兒·維恩（Sibyl Vane）產生好感並積極追求她，甚至還向她求婚，西碧兒因為感受道林·格雷深愛她的濃烈情意而欣喜若狂，稱呼道林·格雷「白馬王子」，但是西碧兒的兄弟詹姆斯（James）警告她，倘若道林·格雷膽敢傷害她，他也會對道林·格雷痛下殺手。
道林·格雷邀請巴茲爾和亨利勳爵觀看西碧兒演出《羅密歐與朱麗葉》，但是西碧兒因為過度迷戀道林·格雷，無法進入狀態而表現不佳，這讓巴茲爾和亨利勳爵都認為道林·格雷是因為西碧兒的美貌才會愛上她，而不是欣賞她的演技。尷尬的道林·格雷為此拒絕了西碧兒，告訴她演戲就是她的美，若非如此，他就不再對她感興趣。道林·格雷回到家後，注意到他的肖像的模樣改變了，這代表先前他許下的願望實現了，畫像中的男人帶著一絲殘忍的冷笑。與西碧兒分開後，深陷孤獨的道林·格雷為自己不當對待西碧兒一事感到良心不安，然而為時已晚，亨利勳爵向他透露西碧兒已經自盡身亡的消息。經過此事，道林·格雷頓悟到他已經知曉自己的生命將通向何方，僅需慾望和美麗相伴，遂將自己的肖像深鎖起來不讓外人看見，同時在接下來的18年期間，受亨利勳爵給他的一本帶有道德偏差的法國小說的影響，開始沾染惡習。
某夜，道林·格雷準備啟程前往巴黎前，遇見來訪的巴茲爾詢問關於他自我放縱的肉慾主義的傳聞，道林·格雷毫不避諱自身的放縱行為，還帶領巴茲爾前往觀看他的肖像畫，此時的肖像畫已經變得相當駭人，以至於巴茲爾僅能從他在肖像上的簽名，認出它是他的作品。被嚇壞的巴茲爾懇求道林·格雷放過他，但是憤怒的道林·格雷不但將自己的命運歸咎於巴茲爾，還持刀將巴茲爾殺害，隨後更平靜地勒索他的好友兼科學家艾倫·坎貝爾（Alan Campbell）運用化學知識協助毀屍滅跡，艾倫則在事後自殺而死。
另一方面，為了西碧兒之死準備向道林·格雷尋仇的詹姆斯，礙於自己僅知道西碧兒生前稱喚道林·格雷「白馬王子」的習慣，導致他沒有任何可追查的線索，然而詹姆斯意外在某間鴉片館遇見為了逃避自己犯下的罪行而上門光顧的道林·格雷，加著聽見有人稱呼道林·格雷「白馬王子」，遂藉故向道林·格雷搭話。道林·格雷利用自己的容貌尚維持在18年前模樣的特質，巧言欺騙詹姆斯，讓詹姆斯相信他太年輕，不認識18年前自盡的西碧兒。詹姆斯出於心軟放走了道林·格雷，但隨後一名待在鴉片館的女子認出了道林·格雷的模樣，出面斥責詹姆斯未能把握機會殺死道林·格雷，同時向他說明道林·格雷18年來未能衰老的實情，當得知真相的詹姆斯急忙追出門外時，道林·格雷早已先行離去。
道林·格雷因為因為詹姆斯持續追蹤自己而感到惶恐不安，但後來詹姆斯在一場射擊活動聚會躲在灌木叢的期間，遭一名獵人開槍誤殺。返回倫敦後，道林·格雷再次和亨利勳爵碰面，告訴後者他將洗心革面過著正直的生活，原因是他不希望讓天真的新歡海蒂·默頓（Hetty Merton）的心靈受到傷害。道林·格雷原本想理解他的改變是否能恢復自己的肖像，反而發現畫中的自己變得愈加醜惡不堪，才體認自己秉持的自我犧牲的道德改革的真正動機，其實源自是他對新體驗的追求的虛榮心和好奇心，以及恢復畫面美感的願望。
道林·格雷理解只有完全認罪才能免除他的不法行為後，決定摧毀他良心的最後一絲痕跡，還有他所犯罪行的唯一證據：自己的肖像。當晚道林·格雷將自己的房門上鎖，趁著傭人們熟睡之際，憤而拿起先前殺害巴茲爾的刀，刺向自己的肖像，所有待在屋裡的佣人們都因為聽見道林·格雷的房間裡傳來淒厲的叫聲而被驚醒，一名同樣聽見叫聲的路人則急忙向警方報案。當道林·格雷的佣人們踏進他的房間時，道林·格雷的遺體以身型衰老且無法辨識容貌、被刺中心臟的姿態倒臥在地上，傭人們只能從遺體配戴的戒指，認出死者正是道林·格雷，而他的肖像則恢復成完好如初的模樣。

## 後世
此書曾多次被改編：
- 英國著名小說作家威爾·塞爾夫（Will Self）曾將此書改編成現代版《道林：一場模仿》（暫譯，原名Dorian: An Imitation）。
- 建筑师王大闳将《道林·格雷的画像》译写为《杜连魁》，场景亦转换为当时的台北。1977年出版。王大閎轉換場景，移花接木的譯法並不常見，但是出版後受到知識界的喜愛。[1]
- 2004年7月1日，顏湘如的譯本由台灣商務出版社出版。[2]

### 其他媒體
此小說亦數次被改編成不同的媒體，包括電影、电视剧、歌剧及舞蹈。
- 影视版目前为止能够找到的有八部，即1916年英国电影版、1917年德国电影版、1918年匈牙利电影版、1945年美国电影版、1969年墨西哥电视版、1970年意大利和西德及英国合拍电影版、1976年英国BBC电视版、2009年英国电影版及2016年韓國音樂劇版：
  - 1916年英国版：The Picture of Dorian Gray (1916 film)，由Henry Victor扮演道林·格雷；
  - 1917年德国版：Das Bildnis des Dorian Gray（1917 film)，由Bernd Aldor扮演道林·格雷；
  - 1918年匈牙利版：Az Élet királya(1918 film)由Norbert Dán扮演道林·格雷；
  - 1945年美國版：《道林·格雷的畫像》：半恐怖片半劇情片，由賀德·哈提菲爾（英语：Hurd Hatfield）扮演道林·格雷，其他主要演员有乔治·桑德斯；
  - 1969年墨西哥电视版：El retrato de Dorian Gray(telenovela)，由Enrique Álvarez Félix扮演道林·格雷；
  - 1970年意大利和西德及英国合拍电影版：《色情浪子》，由漢密·保加（英语：Helmut Berger）扮演道林·格雷，其它主要演员有理查·托德；
  - 1976年英国BBC电视版：The Picture of Dorian Gray (1976 TV)，由Peter Firth扮演道林·格雷，其他主要演员有约翰·吉尔古德；
  - 2003年電影《天降奇兵》 (The League of Extraordinary Gentlemen)，由斯图尔特·汤桑德（Stuart Townsend）扮演道林·格雷。
  - 2009年電影《道林·格雷》：由班·巴恩斯飾道林·格雷，其他的主要演員有哥連·費夫；
  - 2016年韓國音樂劇版：【Dorian Gray 道林格雷】由金俊秀扮演道林·格雷，其他主要演員有朴恩泰、崔在雄（朝鲜语：최재웅） (崔載雄)；

### 提及
有不少電影、電視劇、遊戲、漫畫及歌手都曾提及道林·格雷或以他為作品題材，包括放蕩樂團、詹姆仕·布朗特、《居家男人》、《神鬼寓言Ⅱ》、歌手韋禮安專輯《有所畏》、U2樂團、《星艦奇航記：銀河飛龍》及《糊塗情報員》裡的鄭宗龍。

## 外部連結
- 1890年版的複製 （页面存档备份，存于），位於维多利亚大学
- The Picture of Dorian Gray (13-chapter version) - 古腾堡计划
- The Picture of Dorian Gray (20-chapter version) - 古腾堡计划
- 位於Librivox的有聲書版 （页面存档备份，存于）
- The Picture of Dorian Gray （页面存档备份，存于） study guide, themes, quotes, literary devices, character analyses, teacher resources
- The Picture of Dorian Gray - General Concordances （页面存档备份，存于） PDF - ODT